# Phragmipedium roethianum
Phragmipedium roethianum är en orkidéart som beskrevs av Olaf Gruss och Tomáš Kalina. Phragmipedium roethianum ingår i släktet Phragmipedium och familjen orkidéer.
Artens utbredningsområde är Ecuador. Inga underarter finns listade i Catalogue of Life.